# Trithemis brydeni
Trithemis brydeni е вид насекомо от семейство Libellulidae. Видът е почти застрашен от изчезване.

## Разпространение
Разпространен е в Ботсвана и Замбия.